# Macherla
Macherla es una población y municipalidad del distrito de Guntur en el estado indio de Andhra Pradesh. Se encuentra localizada en la ribera de Chandra Vanka. Es la capital de la región de Palnadu y su origen se remonta más de mil años. La batalla de Palnati Yudhdham (Guerra de Palnadu) tuvo lugar entre Macherla y Gurajala entre 1176 - 1182.

## Templo
El templo principal es el Templo Sri Laxmi Chennakesava Swamy. Se construyó alrededor del siglo XIII y fue renovado por Reddi King "Peruri Muktiraju". En la puerta principal se encuentra una estatua cubierta de madera y bronce. Muy cerca se encuentran las cuatro figuras de piedra que representan Sri Madbhagavathamu, Srimannarayana Avataram, Sriman Mahabharatam y Srimad Ramayanam. En el casco antiguo se encuentra otro templo dedicado a Veerabhadraswamy, Fue construido en el siglo XVIII. Otro templo histórico Laxmi Chennakesava Swamy fue construido alrededor del siglo XIII en Nagulavaram, pueblo que se encuentra a 12 kilómetros de la ciudad Macherla.